# San José del Reparo
San José del Reparo är en ort i Mexiko.   Den ligger i kommunen Puruándiro och delstaten Michoacán de Ocampo, i den centrala delen av landet, 260 km väster om huvudstaden Mexico City. San José del Reparo ligger 1 804 meter över havet och antalet invånare är 913.
Terrängen runt San José del Reparo är kuperad västerut, men österut är den platt. Runt San José del Reparo är det ganska tätbefolkat, med 100 invånare per kvadratkilometer. Närmaste större samhälle är Puruándiro, 13,2 km söder om San José del Reparo. I omgivningarna runt San José del Reparo växer huvudsakligen savannskog.